# Szöllősi István (informatikus)
Szöllősi István (1984. július 16. –) erdélyi magyar informatikus, matematikus, egyetemi oktató.

## Életpályája
2007-ben informatika szakot végzett a kolozsvári Babeș–Bolyai Tudományegyetemen, ugyanott 2008-ban elvégezte az algebra és geometria mesterszakot. 2011-től tanársegéd a kolozsvári egyetem matematika és informatika karán, 2014-től adjunktus. 2011-ben doktorált Kronecker Modules and Matrix Pencils (Kronecker-modulusok és mátrixnyalábok) című tézisével.

## Munkássága
Kutatási területe: absztrakt és komputacionális algebra.

### Könyvei
- Cs. Szántó, I. Şuteu Szöllősi, Kriptográfia, Presa Universitară Clujeană, 2009, ISBN 978-973-610-973-7.

### Válogatott cikkei
- Cs. Szántó, I. Szöllősi, On preprojective short exact sequences in the Kronecker case, J. Pure Appl. Algebra, 216 (5) (2012), pp. 1171–1177.
- Cs. Szántó, I. Szöllősi, The terms in the Ringel-Hall product of preinjective Kronecker modules, Periodica Mathematica Hungarica Vol. 63 (2), 2011, pp. 75–92.
- I. Szöllősi, Computing the extensions of preinjective and preprojective Kronecker modules, to appear in J. Algebra, http://dx.doi.org/10.1016/j.jalgebra.2013.09.003